# هیوندای ونیو
هیوندای ونیو یک کراس‌اوور کامپکت کوچک ۵ در است که توسط هیوندای تولید شده‌است. ونیو کوچکترین کراس‌اوور هیوندای است. پلتفرم این خودرو با هیوندای اکسنت یکی است.

## بازارها

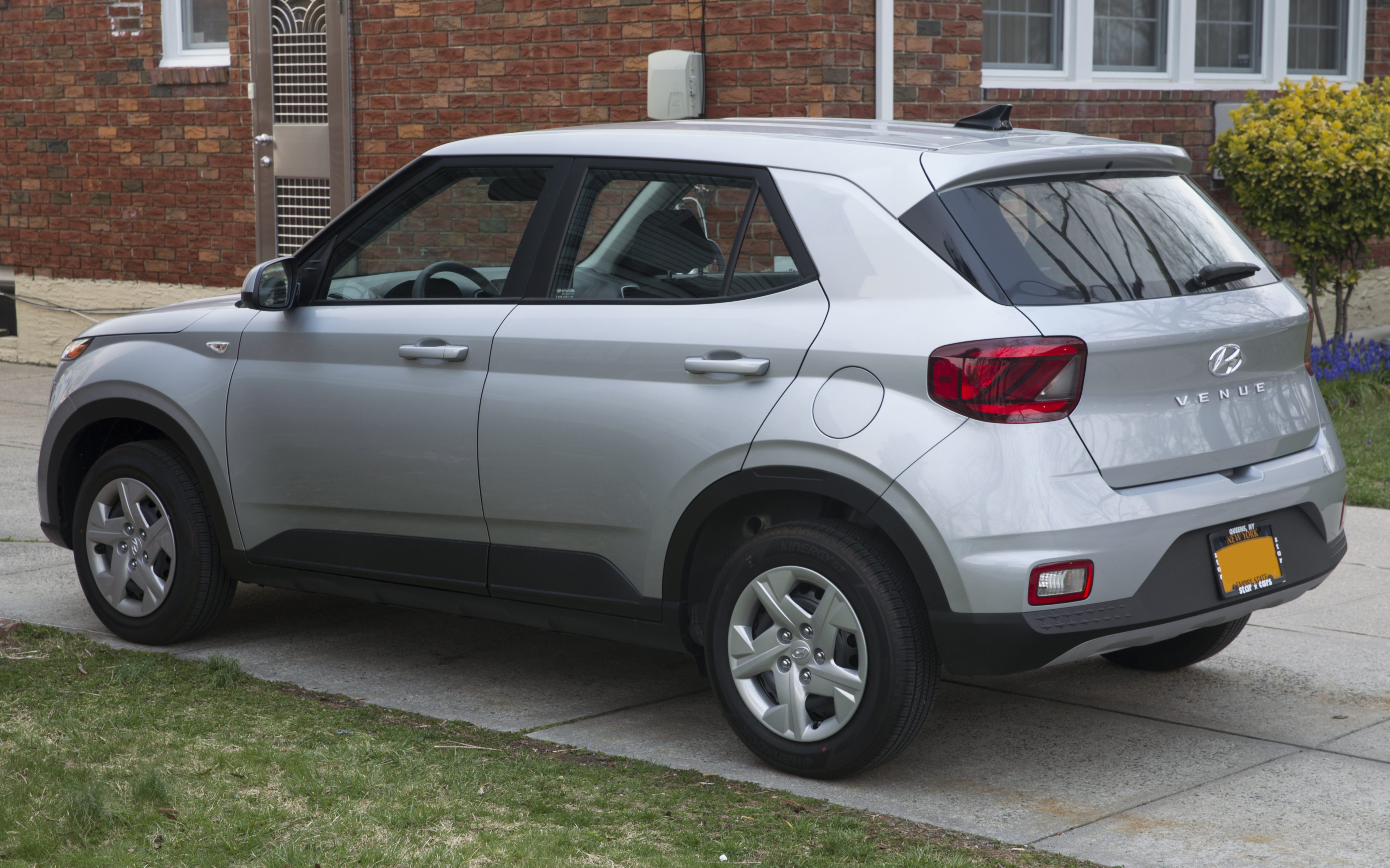
نمای عقب

این خودرو به بازارهای هند و بازارهای آمریکای لاتین، خاورمیانه و آفریقا صادر می‌شود.

### هند
در بازار هند، ونیو رده اس‌یووی زیر ۴ متر را اشغال می‌کند و از مزایای مالیات هند برای اتومبیل‌های کمتر از ۴ متر بهره‌مند است. قدرت این خودرو از یک موتور بنزینی تنفس طبیعی ۱٫۲ لیتری تأمین می‌شود که ۸۳ اسب بخار تولید می‌کند و ۱۱۵ نیوتن متر گشتاور تولید می‌کند. همچنین این خودرو با یک موتور دیگر که ۱٫۰ لیتری ۳ سیلندر توربوی جی‌دی‌آی بنزینی است و ۱۲۰ اسب بخار و گشتاور ۱۷۲ نیوتن متر تولید می‌کند نیز به بازار هند عرضه می‌شود.
این خودرو در ابتدا یک موتور ۱٫۴ لیتر دیزل داشت، اما بعد از مدتی این موتور با یک موتور ۱٫۵ لیتری قوی‌تر جایگزین شد. موتور جدید ۱۰۰ اسب بخار قدرت و ۲۴۰ نیوتون متر گشتاور داشت که ۱۰ اسب بخار و ۲۰ نیوتون متر از موتور قبلی قوی‌تر است. این موتور با یک جعبه‌دنده ۶ دندهٔ دستی عرضه می‌شود.

## امکانات
هشدار تصادف تصادف از بین کور، هشدار برخورد متقاطع تصادف، لامپ‌های ال‌ئی‌دی چرخ‌های آلیاژی، سانروف، سقف دو رنگ، ناوبری، فناوری هیوندای بلو لینک، سیستم صوتی ۶ بلندگو و ریل‌های جانبی سقف.

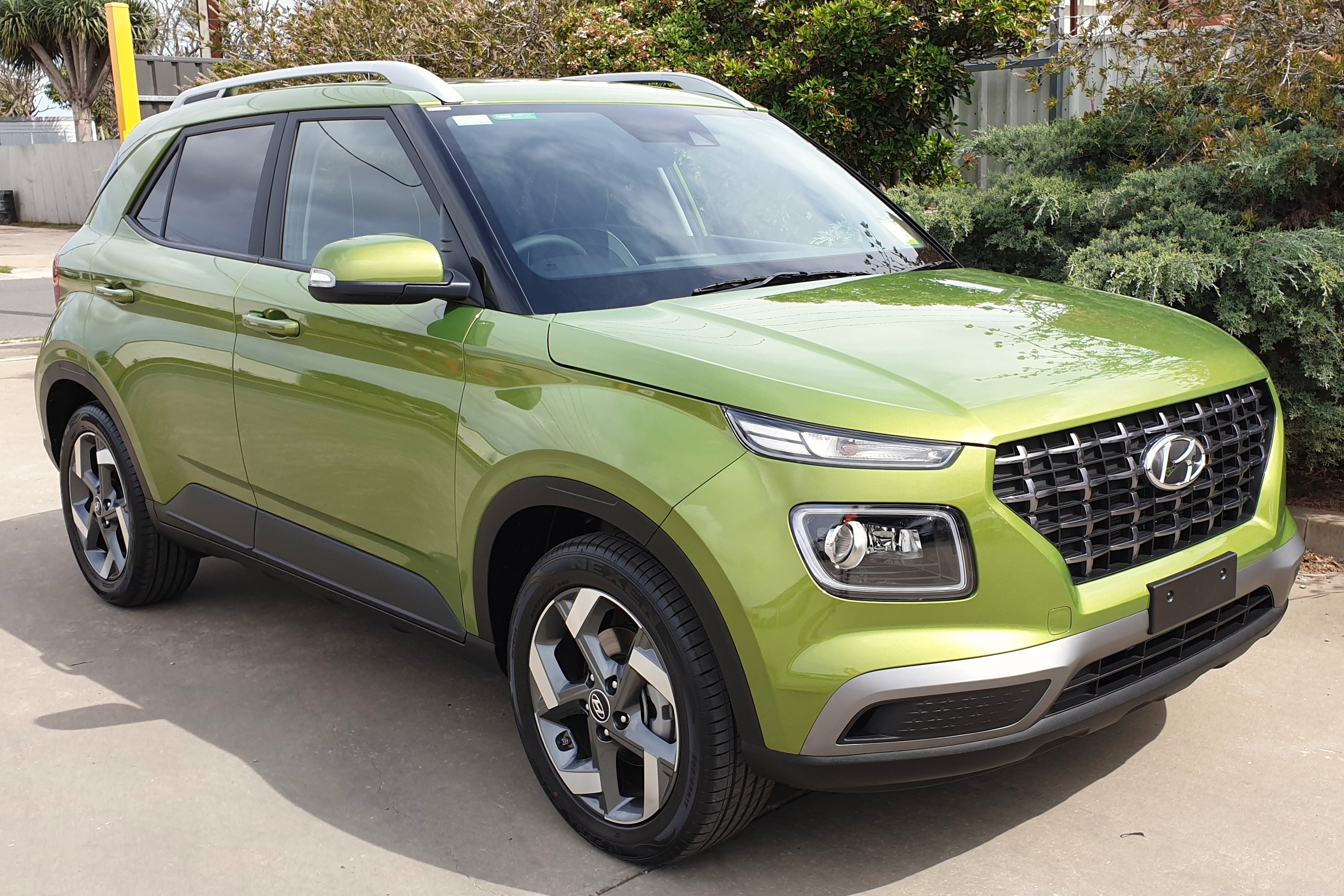
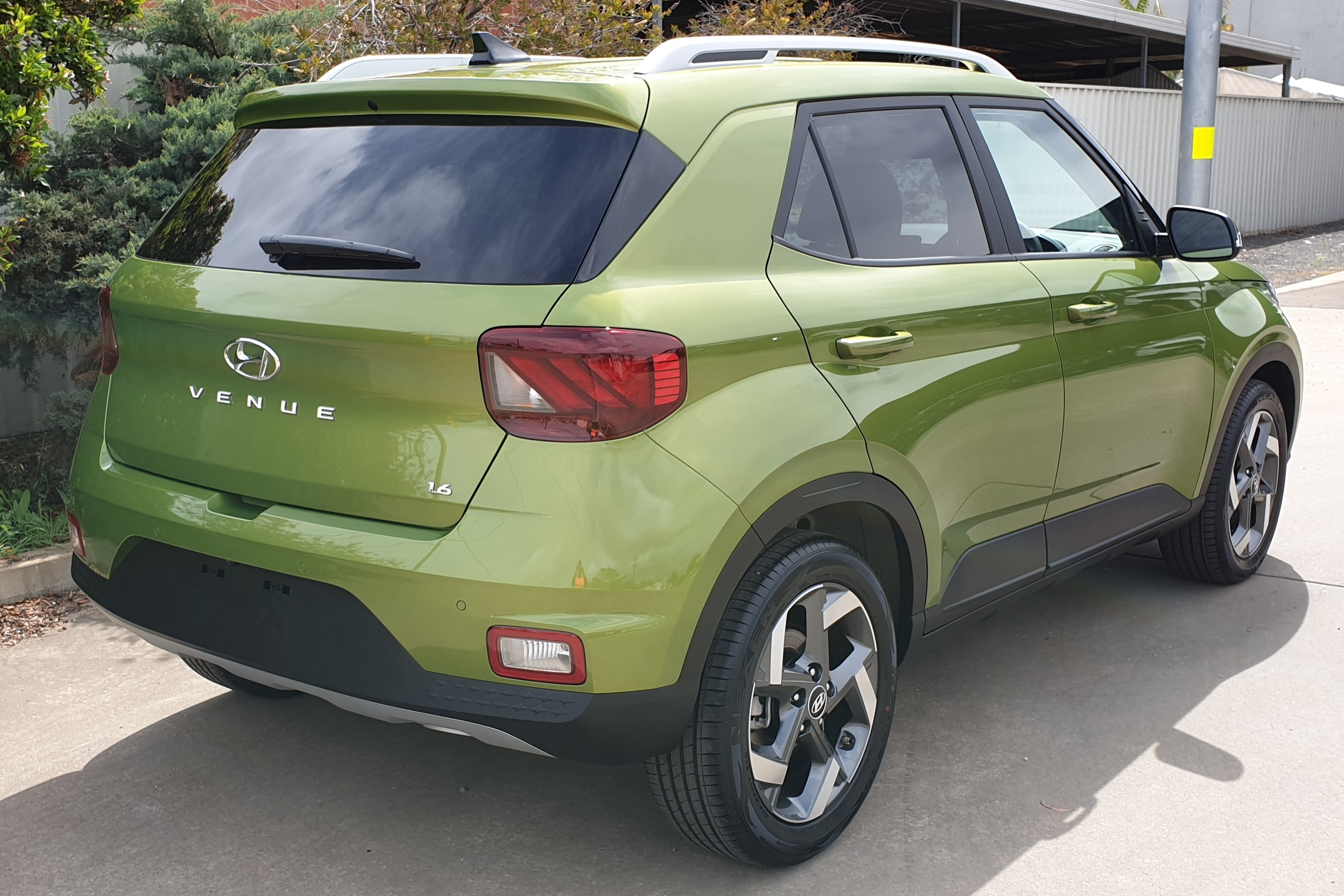

## ایمنی
از ویژگی‌های ایمنی هیوندای ونیو می‌توان به شش کیسه هوا، سیستم کنترل پایداری الکترونیکی، سیستم مدیریت پایداری خودرو، هشدار هشدار برخورد به جلو، زنگ هشدار تشخیص عابر پیاده، تشخیص نقاط کور و کمک ترافیکی عقب اشاره کرد. کمک فعال در حفظ خط، چراغ‌های ال‌ئی‌دی با نور قابل تنظیم به صورت خودکار و تشخیص نقاط کور به‌طور استاندارد در تمام تریم‌های اس‌ئی‌ال ارائه می‌شود.

## پیشرانه
| مدل                           | جعبه‌دنده                   | قدرت                                                                 | گشتاور                                                                        | ۰–۱۰۰ کیلومتر در ساعت (رسمی)          |
| بنزینی                        | بنزینی                     | بنزینی                                                               | بنزینی                                                                        | بنزینی                                |
| ----------------------------- | -------------------------- | -------------------------------------------------------------------- | ----------------------------------------------------------------------------- | ------------------------------------- |
| ۱٫۰ لیتری کاپا ۲ تی-جی‌دی‌آی    | ۶ دندهٔ دستی ۷ دندهٔ دوکلاچه | ۱۲۰ اسب بخار متری (۸۸ کیلووات؛ ۱۱۸ اسب بخار) در ۶۰۰۰ دور در دقیقه    | ۱۷٫۵ کیلوگرم متر (۱۷۲ نیوتن متر؛ ۱۲۷ پوند نیرو-فوت) در ۱۵۰۰–۴۰۰۰ دور در دقیقه |                                       |
| ۱٫۲ لیتری کاپا ۲ ام‌پی‌آی       | ۵ دندهٔ دستی                | ۸۳ اسب بخار متری (۶۱ کیلووات؛ ۸۲ اسب بخار) در ۶۰۰۰ دور در دقیقه      | ۱۱٫۷ کیلوگرم متر (۱۱۵ نیوتن متر؛ ۸۵ پوند نیرو-فوت) در دور ۴۰۰۰ دور در دقیقه   |                                       |
| ۱٫۴ لیتری گاما ام‌پی‌آی         | ۶ دندهٔ خودکار              | ۱۱۱ اسب بخار متری (۸۲ کیلووات؛ ۱۰۹ اسب بخار) در ۶۳۰۰ دور در دقیقه    | ۱۴ کیلوگرم متر (۱۳۷ نیوتن متر؛ ۱۰۱ پوند نیرو-فوت) در ۴۲۰۰ دور در دقیقه        |                                       |
| ۱٫۶ لیتری گاما ام‌پی‌آی         | ۶ دندهٔ دستی ۶ دندهٔ خودکار  | ۱۲۳ اسب بخار متری (۹۰ کیلووات؛ ۱۲۱ اسب بخار) در ۶۳۰۰ دور در دقیقه    | ۱۵٫۴ کیلوگرم متر (۱۵۱ نیوتن متر؛ ۱۱۱ پوند نیرو-فوت) در دور ۴۸۵۰ دور در دقیقه  | ۱۱٫۲ ثانیه (دستی) ۱۱٫۴ ثانیه (خودکار) |
| ۱٫۶ لیتری اسمارت‌استریم ام‌پی‌آی | ۶ دندهٔ دستی سی‌وی‌تی         | ۱۲۳ اسب بخار متری (۹۰ کیلووات؛ ۱۲۱ اسب بخار) در ۶۳۰۰ دور در دقیقه    | ۱۵٫۷ کیلوگرم متر (۱۵۴ نیوتن متر؛ ۱۱۴ پوند نیرو-فوت) در ۴۵۰۰ دور در دقیقه      | ۱۱٫۲ ثانیه                            |
| دیزل                          |                            |                                                                      |                                                                               |                                       |
| ۱٫۵ لیتری یو ۲ سی‌آردی‌آی       | ۶ دندهٔ دستی                | ۱۰۰ اسب بخار متری (۷۴ کیلووات؛ ۹۹ اسب بخار) در دور ۴۰۰۰ دور در دقیقه | ۲۴٫۵ کیلوگرم متر (۲۴۰ نیوتن متر؛ ۱۷۷ پوند نیرو-فوت) در ۱۵۰۰ دور در دقیقه      |                                       |

## آمار فروش
| سال  | هند   | ایالات متحده |
| ---- | ----- | ------------ |
| ۲۰۱۹ | ۷۰۴۴۳ | ۱۰۷۷         |